# Нове Погадаєво
Нове Погада́єво (рос. Новое Погадаево) — село у складі Приаргунського округу Забайкальського краю, Росія.

## Історія
Село утворено 2014 року шляхом виділення зі складу села Погадаєво.